# Liste der Träger des Nationalpreises der DDR III. Klasse für Kunst und Literatur (1980–1989)
Diese Liste stellt die Träger des Nationalpreises der DDR III. Klasse für Kunst und Literatur in den Jahren 1980 bis 1989 dar. Zu den anderen Jahrzehnten und Stufen siehe die Liste der Träger des Nationalpreises der DDR.

## Liste
| Auflistung nach Jahren                            |
| 1980 1981 1982 1983 1984 1985 1986 1987 1988 1989 |

| Jahr   | Preisträger | Preisträger | Verleihungsgrund | Anmerkung |
| ------ | --- | --- | --- | --------- |
| 1980 ↑ | Dresseurkollektiv des Staatszirkus der DDR | Dresseurkollektiv des Staatszirkus der DDR | Für seine hervorragenden und langjährigen Verdienste bei der Entwicklung vielseitiger, interessanter und international anerkannter Leistungen der Zirkuskunst der DDR |           |
| 1980 ↑ | Ursula Böttcher | | Für seine hervorragenden und langjährigen Verdienste bei der Entwicklung vielseitiger, interessanter und international anerkannter Leistungen der Zirkuskunst der DDR |           |
| 1980 ↑ | Siegfried Gronau | | Für seine hervorragenden und langjährigen Verdienste bei der Entwicklung vielseitiger, interessanter und international anerkannter Leistungen der Zirkuskunst der DDR |           |
| 1980 ↑ | Heinz Matloch | | Für seine hervorragenden und langjährigen Verdienste bei der Entwicklung vielseitiger, interessanter und international anerkannter Leistungen der Zirkuskunst der DDR |           |
| 1980 ↑ | Gerhard Quaiser | | Für seine hervorragenden und langjährigen Verdienste bei der Entwicklung vielseitiger, interessanter und international anerkannter Leistungen der Zirkuskunst der DDR |           |
| 1980 ↑ | Kollektiv für die städtebaulicharchitektonische Gestaltung des Ensembles „Straße der Befreiung“ in Dresden | Kollektiv für die städtebaulicharchitektonische Gestaltung des Ensembles „Straße der Befreiung“ in Dresden | Für seine städtebaulich-architektonische Gestaltung des Ensembles „Straße der Befreiung“ in Dresden |           |
| 1980 ↑ | Martin Gersdorf | | Für seine städtebaulich-architektonische Gestaltung des Ensembles „Straße der Befreiung“ in Dresden |           |
| 1980 ↑ | Günter Kretzschmar | | Für seine städtebaulich-architektonische Gestaltung des Ensembles „Straße der Befreiung“ in Dresden |           |
| 1980 ↑ | Konrad Lässig | | Für seine städtebaulich-architektonische Gestaltung des Ensembles „Straße der Befreiung“ in Dresden |           |
| 1980 ↑ | Heinz Mersiowsky | | Für seine städtebaulich-architektonische Gestaltung des Ensembles „Straße der Befreiung“ in Dresden |           |
| 1980 ↑ | Heinz Michalk | | Für seine städtebaulich-architektonische Gestaltung des Ensembles „Straße der Befreiung“ in Dresden |           |
| 1980 ↑ | Heinrich Apel | Bildhauer, Magdeburg | Für seinen bedeutenden Anteil an der Gestaltung des sozialistischen Menschenbildes in der Plastik |           |
| 1980 ↑ | Clauss Dietel | Formgestalter und Lehrer an der Fachschule für angewandte Kunst Schneeberg | Für seinen bedeutenden praktischen und theoretischen Beitrag zur Lösung formgestalterischer und umweltgestalterischer Aufgaben |           |
| 1980 ↑ | Konrad Knebel | Maler und Grafiker, Berlin | Für seine besonderen Leistungen bei der künstlerischen Gestaltung sozialistisch-realistischer Städtebilder |           |
| 1980 ↑ | Alfred Lipka | Professor an der Hochschule für Musik „Hanns Eisler“ mit künstlerischer Lehrtätigkeit für das Fachgebiet Bratsche | Für seine hervorragenden Leistungen als Interpret |           |
| 1980 ↑ | Gerhard Meyer | Generalintendant der Städtischen Theater Karl-Marx-Stadt | Für sein langjähriges beispielhaftes künstlerisches und kulturpolitisches Wirken |           |
| 1980 ↑ | Hans Pfeiffer | Schriftsteller, Leipzig | Für sein literarisches Gesamtwerk, insbesondere für seinen Beitrag zur Vertiefung des nationalen Geschichtsbildes durch sein fernsehdramatisches Schaffen |           |
| 1980 ↑ | Gerhard Rentzsch | Dramaturg und Hörspielautor, Zeuthen | Für seinen hervorragenden Beitrag zur Entwicklung des sozialistisch-realistischen Hörspiels der DDR |           |
| 1980 ↑ | Generalmusikdirektor Rolf Reuter | Musikalischer Oberleiter des Deutschen Nationaltheaters Weimar und Chef der Weimarischen Staatskapelle | Für seine hervorragenden Verdienste als Dirigent und Orchestererzieher |           |
| 1980 ↑ | Gerhard Rosenfeld | Komponist, Potsdam-Rehbrücke | In Würdigung seines kompositorischen Schaffens |           |
| 1980 ↑ | Rudi Strahl | Schriftsteller, Berlin | Für sein literarisches Gesamtschaffen, insbesondere für seinen Beitrag zur Entwicklung der heiteren sozialistischen Dramatik |           |
| 1980 ↑ | Kammersängerin Ute Trekel-Burckhardt | Opernsängerin an der Deutschen Staatsoper Berlin | Für ihren hervorragenden Beitrag zur Weiterentwicklung des realistischen Musiktheaters |           |
| 1981 ↑ | Kollektiv „Städtebaulich-architektonische Gestaltung des innerstädtischen Umgestaltungsgebietes in Greifswald“ | Kollektiv „Städtebaulich-architektonische Gestaltung des innerstädtischen Umgestaltungsgebietes in Greifswald“ | Für den hervorragenden Beitrag zur städtebaulich-architektonischen Gestaltung des innerstädtischen Umgestaltungsgebietes in Greifswald |           |
| 1981 ↑ | Egon Hoffmann | | Für den hervorragenden Beitrag zur städtebaulich-architektonischen Gestaltung des innerstädtischen Umgestaltungsgebietes in Greifswald |           |
| 1981 ↑ | Frank Mohr | | Für den hervorragenden Beitrag zur städtebaulich-architektonischen Gestaltung des innerstädtischen Umgestaltungsgebietes in Greifswald |           |
| 1981 ↑ | Alfred Radner | | Für den hervorragenden Beitrag zur städtebaulich-architektonischen Gestaltung des innerstädtischen Umgestaltungsgebietes in Greifswald |           |
| 1981 ↑ | Gerhard Richardt | | Für den hervorragenden Beitrag zur städtebaulich-architektonischen Gestaltung des innerstädtischen Umgestaltungsgebietes in Greifswald |           |
| 1981 ↑ | Kollektiv | Kollektiv | Für seine hervorragenden interpretatorischen Leistungen auf dem Gebiet der Unterhaltungskunst der DDR |           |
| 1981 ↑ | Dagmar Frederic | | Für seine hervorragenden interpretatorischen Leistungen auf dem Gebiet der Unterhaltungskunst der DDR |           |
| 1981 ↑ | Peter Wieland | | Für seine hervorragenden interpretatorischen Leistungen auf dem Gebiet der Unterhaltungskunst der DDR |           |
| 1981 ↑ | Filmkollektiv „Chronik der Kinder von Golzow“ des VEB DEFA-Studio für Dokumentarfilme | Filmkollektiv „Chronik der Kinder von Golzow“ des VEB DEFA-Studio für Dokumentarfilme | Für die überzeugende Gestaltung von Entwicklungswegen junger DDR-Bürger in der Dokumentarfilm-Chronik der Kinder von Golzow |           |
| 1981 ↑ | Winfried Junge | | Für die überzeugende Gestaltung von Entwicklungswegen junger DDR-Bürger in der Dokumentarfilm-Chronik der Kinder von Golzow |           |
| 1981 ↑ | Uwe Kant | | Für die überzeugende Gestaltung von Entwicklungswegen junger DDR-Bürger in der Dokumentarfilm-Chronik der Kinder von Golzow |           |
| 1981 ↑ | Hans-Eberhard Leupold | | Für die überzeugende Gestaltung von Entwicklungswegen junger DDR-Bürger in der Dokumentarfilm-Chronik der Kinder von Golzow |           |
| 1981 ↑ | Musikdirektor Jan Bulank | Musikalischer Oberleiter im Staatlichen Ensemble für sorbische Volkskultur | In Würdigung seines kompositorischen Schaffens und seiner Verdienste als Dirigent, Ensemble- und Chorleiter |           |
| 1981 ↑ | Wilfried Fitzenreiter | Bildhauer, Berlin | Für seinen wesentlichen Beitrag an der Profilierung der sozialistisch-realistischen Plastik der DDR |           |
| 1981 ↑ | Oberstleutnant Walter Flegel | Mitarbeiter am Militärgeschichtlichen Institut der DDR | Für sein literarisches Schaffen, für die sozialistisch-realistische Gestaltung der sozialistischen Landesverteidigung |           |
| 1981 ↑ | Walter Gebauer | Keramiker, Bürgel | Für seinen bedeutenden Anteil an der Wahrung und Weiterentwicklung der künstlerischen Keramik |           |
| 1981 ↑ | Georg Katzer | Komponist, Berlin | Für sein vielseitiges kompositorisches Schaffen |           |
| 1981 ↑ | Horst Michel | Formgestalter, Weimar | Für seinen hervorragenden Beitrag zur Entwicklung der industriellen Formgestaltung in der DDR |           |
| 1981 ↑ | Gudrun Ritter | Schauspielerin am Deutschen Theater Berlin | Für ihre meisterhafte realistische Darstellung klassischer und zeitgenössischer Frauengestalten in Theater, Film und Fernsehen |           |
| 1981 ↑ | Helmut Straßburger | Schauspieler und Regisseur an der Volksbühne Berlin | Für seine langjährige und verdienstvolle künstlerische Tätigkeit als Schauspieler und Regisseur bei der Entwicklung der sozialistischen Theaterkunst in der DDR |           |
| 1981 ↑ | Kurt Tetzlaff | Regisseur im VEB DEFA-Studio für Dokumentarfilme | Für seinen schöpferischen Beitrag zur weiteren Entwicklung des Dokumentarfilmschaffens der DDR |           |
| 1981 ↑ | Johannes Walter | I. Soloflötist der Staatskapelle Dresden | Für seine hervorragenden Leistungen als Interpret |           |
| 1981 ↑ | O. F. Weidling | Conferencier, Dresden | Für seine hervorragenden Leistungen und Verdienste bei der Entwicklung der Unterhaltungskunst der DDR |           |
| 1982 ↑ | Schöpferkollektiv des Wilhelm-Pieck-Denkmals in der Pionierrepublik „Wilhelm Pieck“ | Schöpferkollektiv des Wilhelm-Pieck-Denkmals in der Pionierrepublik „Wilhelm Pieck“ | Für die bedeutende Leistung bei der Gestaltung des Wilhelm-Pieck-Denkmals in der Pionierrepublik „Wilhelm Pieck“ |           |
| 1982 ↑ | Martin Beerbaum | | Für die bedeutende Leistung bei der Gestaltung des Wilhelm-Pieck-Denkmals in der Pionierrepublik „Wilhelm Pieck“ |           |
| 1982 ↑ | Frank Diettrich | | Für die bedeutende Leistung bei der Gestaltung des Wilhelm-Pieck-Denkmals in der Pionierrepublik „Wilhelm Pieck“ |           |
| 1982 ↑ | Heinz Schumann | | Für die bedeutende Leistung bei der Gestaltung des Wilhelm-Pieck-Denkmals in der Pionierrepublik „Wilhelm Pieck“ |           |
| 1982 ↑ | Kollektiv von Regisseuren des VEB DEFA-Studio für Trickfilme, Dresden | Kollektiv von Regisseuren des VEB DEFA-Studio für Trickfilme, Dresden | Für seine Maßstäbe setzenden Leistungen bei der Entwicklung des sozialistischen Animationsfilms |           |
| 1982 ↑ | Katja Georgi | | Für seine Maßstäbe setzenden Leistungen bei der Entwicklung des sozialistischen Animationsfilms |           |
| 1982 ↑ | Klaus Georgi | | Für seine Maßstäbe setzenden Leistungen bei der Entwicklung des sozialistischen Animationsfilms |           |
| 1982 ↑ | Werner Krauße | | Für seine Maßstäbe setzenden Leistungen bei der Entwicklung des sozialistischen Animationsfilms |           |
| 1982 ↑ | Günter Ratz | | Für seine Maßstäbe setzenden Leistungen bei der Entwicklung des sozialistischen Animationsfilms |           |
| 1982 ↑ | Otto Sacher | | Für seine Maßstäbe setzenden Leistungen bei der Entwicklung des sozialistischen Animationsfilms |           |
| 1982 ↑ | Kurt Weiler | | Für seine Maßstäbe setzenden Leistungen bei der Entwicklung des sozialistischen Animationsfilms |           |
| 1982 ↑ | Reimar Johannes Baur | Schauspieler am Deutschen Theater Berlin | Für seine hervorragenden darstellerischen Leistungen in klassischen und zeitgenössischen Rollen |           |
| 1982 ↑ | Sighard Gille | Maler und Grafiker, Leipzig | Für seinen bedeutenden Anteil an der bildkünstlerischen Ausgestaltung des Neuen Gewandhauses in Leipzig |           |
| 1982 ↑ | Burkhard Glaetzner | Solooboist beim Rundfunk-Sinfonieorchester Leipzig | Für seine außerordentlichen Leistungen als Interpret |           |
| 1982 ↑ | Gerhard Goßmann | Maler und Grafiker, Fürstenwalde (Spree) | Für seine beispielhaften Leistungen als Buchillustrator |           |
| 1982 ↑ | Günter Naumann | Schauspieler beim Fernsehen der DDR | Für seine großen darstellerischen Leistungen in Theater, Film, Fernsehen und Funk |           |
| 1983 ↑ | Kollektiv zur umfassenden Rekonstruktion der Wartburg und der Neugestaltung ihrer ständigen Ausstellungen | Kollektiv zur umfassenden Rekonstruktion der Wartburg und der Neugestaltung ihrer ständigen Ausstellungen | Für die hervorragende Rekonstruktion der Wartburg und der vorbildlichen Restaurierung ihrer Kunstschätze |           |
| 1983 ↑ | Artur Liebig | | Für die hervorragende Rekonstruktion der Wartburg und der vorbildlichen Restaurierung ihrer Kunstschätze |           |
| 1983 ↑ | Roland Möller | | Für die hervorragende Rekonstruktion der Wartburg und der vorbildlichen Restaurierung ihrer Kunstschätze |           |
| 1983 ↑ | Werner Noth | | Für die hervorragende Rekonstruktion der Wartburg und der vorbildlichen Restaurierung ihrer Kunstschätze |           |
| 1983 ↑ | Hans Schoder | | Für die hervorragende Rekonstruktion der Wartburg und der vorbildlichen Restaurierung ihrer Kunstschätze |           |
| 1983 ↑ | Wilfriede Wattenbach | | Für die hervorragende Rekonstruktion der Wartburg und der vorbildlichen Restaurierung ihrer Kunstschätze |           |
| 1983 ↑ | Arndt Bause | Komponist, Berlin | Für sein Gesamtschaffen auf dem Gebiet der Tanz- und Unterhaltungsmusik der DDR |           |
| 1983 ↑ | Hans Brockhage | Holzgestalter, Dozent an der Fachschule für angewandte Kunst Schneeberg | Für seine beispielhaften Leistungen auf dem Gebiet der künstlerischen Holzgestaltung |           |
| 1983 ↑ | Fritz Göhler | Regisseur in der Hörspielabteilung des Staatlichen Komitees für Rundfunk beim Ministerrat der DDR | Für seine beispielhaften Inszenierungen des sozialistischen Hörspielschaffens |           |
| 1983 ↑ | Karl-Georg Hirsch | Maler und Grafiker, Leiter der Werkstatt für Holzschnitt an der Hochschule für Grafik und Buchkunst Leipzig | Für seinen bedeutenden Anteil an der sozialistisch-realistischen Malerei und Grafik |           |
| 1983 ↑ | Eleonore Kleiber | Kostümdirektor an der Komischen Oper Berlin | Für ihre maßstabsetzenden Leistungen als Kostümdirektor an der Komischen Oper Berlin |           |
| 1983 ↑ | Kammersänger Siegfried Lorenz | Solist an der Deutschen Staatsoper Berlin | Für seine hervorragenden Leistungen als Konzert- und Opernsänger |           |
| 1983 ↑ | Rolf Lukowsky | Komponist, Berlin | In Würdigung seines kompositorischen Schaffens auf dem Gebiet der Vokalmusik |           |
| 1983 ↑ | Karl Mickel | Schriftsteller, Dozent an der Hochschule für Schauspielkunst „Ernst Busch“ Berlin | Für sein künstlerisches vielseitiges Schaffen, insbesondere auf dem Gebiet der Lyrik und der Nachdichtungen |           |
| 1983 ↑ | Heinz Rennhack | Schauspieler beim Fernsehen der DDR | Für hervorragende vielseitige darstellerische Leistungen in der Unterhaltungsmusik und heiteren Fernsehdramatik |           |
| 1983 ↑ | Volker Stelzmann | Maler und Grafiker, Leipzig | Für seine beispielhaften Leistungen auf dem Gebiet der sozialistischen Malerei und Grafik |           |
| 1983 ↑ | Hans Weber | Schriftsteller, Fredersdorf, Kreis Strausberg | Für sein literarisches Gesamtschaffen als Jugendbuchschriftsteller der DDR |           |
| 1983 ↑ | Richard Wilhelm | Vorsitzender des Kollegiums Bildender Künstler, Glasgestaltung Magdeburg | Für seine beispielhaften Leistungen bei der sozialistischen Umweltgestaltung |           |
| 1983 ↑ | Kammervirtuosin Jutta Zoff | Soloharfenistin der Staatskapelle Dresden | Für ihre hervorragenden solistischen Leistungen als Harfenistin |           |
| 1984 ↑ | | | Für maßstabsetzende Leistungen bei der Schaffung und Interpretation national und international massenwirksamer Rockmusik der DDR Gruppe „KARAT“ |           |
| 1984 ↑ | Herbert Dreilich | | Für maßstabsetzende Leistungen bei der Schaffung und Interpretation national und international massenwirksamer Rockmusik der DDR Gruppe „KARAT“ |           |
| 1984 ↑ | Norbert Kaiser | | Für maßstabsetzende Leistungen bei der Schaffung und Interpretation national und international massenwirksamer Rockmusik der DDR Gruppe „KARAT“ |           |
| 1984 ↑ | Henning Protzmann | | Für maßstabsetzende Leistungen bei der Schaffung und Interpretation national und international massenwirksamer Rockmusik der DDR Gruppe „KARAT“ |           |
| 1984 ↑ | Bernd Römer | | Für maßstabsetzende Leistungen bei der Schaffung und Interpretation national und international massenwirksamer Rockmusik der DDR Gruppe „KARAT“ |           |
| 1984 ↑ | Michael Schwandt | | Für maßstabsetzende Leistungen bei der Schaffung und Interpretation national und international massenwirksamer Rockmusik der DDR Gruppe „KARAT“ |           |
| 1984 ↑ | Ullrich Swillms | | Für maßstabsetzende Leistungen bei der Schaffung und Interpretation national und international massenwirksamer Rockmusik der DDR Gruppe „KARAT“ |           |
| 1984 ↑ | „Berliner Oktett beim Berliner Sinfonieorchester“ | „Berliner Oktett beim Berliner Sinfonieorchester“ | Für hervorragende Leistungen bei der Interpretation des humanistischen Musikerbes und des zeitgenössischen kammermusikalischen Schaffens |           |
| 1984 ↑ | Kammervirtuos Rolf Döhler | | Für hervorragende Leistungen bei der Interpretation des humanistischen Musikerbes und des zeitgenössischen kammermusikalischen Schaffens |           |
| 1984 ↑ | Kammervirtuos Fritz Finsch | | Für hervorragende Leistungen bei der Interpretation des humanistischen Musikerbes und des zeitgenössischen kammermusikalischen Schaffens |           |
| 1984 ↑ | Kammervirtuos Helmut Löchel | | Für hervorragende Leistungen bei der Interpretation des humanistischen Musikerbes und des zeitgenössischen kammermusikalischen Schaffens |           |
| 1984 ↑ | Kammermusiker Christian Mencke | | Für hervorragende Leistungen bei der Interpretation des humanistischen Musikerbes und des zeitgenössischen kammermusikalischen Schaffens |           |
| 1984 ↑ | Kammervirtuos Konrad Other | | Für hervorragende Leistungen bei der Interpretation des humanistischen Musikerbes und des zeitgenössischen kammermusikalischen Schaffens |           |
| 1984 ↑ | Kammervirtuos Kurt Palm | | Für hervorragende Leistungen bei der Interpretation des humanistischen Musikerbes und des zeitgenössischen kammermusikalischen Schaffens |           |
| 1984 ↑ | Kammervirtuos Barbara Sanderling | | Für hervorragende Leistungen bei der Interpretation des humanistischen Musikerbes und des zeitgenössischen kammermusikalischen Schaffens |           |
| 1984 ↑ | Kammervirtuos Michael Simm | | Für hervorragende Leistungen bei der Interpretation des humanistischen Musikerbes und des zeitgenössischen kammermusikalischen Schaffens |           |
| 1984 ↑ | Horst Bastian | Schriftsteller, Berlin | Für sein literarisches Schaffen, insbesondere für die Darstellung lebensnaher, aktiver Helden beim Aufbau des Sozialismus |           |
| 1984 ↑ | Fred Frohberg | Sänger, Leipzig | Für sein langjähriges und erfolgreiches Wirken als Sänger und Ensembleleiter in der Unterhaltungskunst |           |
| 1984 ↑ | Hermann Glöckner | Maler und Grafiker, Dresden | Für sein malerisches und grafisches Gesamtschaffen |           |
| 1984 ↑ | Generalmusikdirektor Wolf-Dieter Hauschild | Chefdirigent des Rundfunk-Sinfonieorchesters und des Rundfunkchores Leipzig im Staatlichen Komitee für Rundfunk beim Ministerrat der DDR | Für hervorragende Leistungen als Chefdirigent des Rundfunk-Sinfonieorchesters Leipzig und des Rundfunkchores Leipzig sowie für maßstabsetzende Interpretationen der Werke des klassischen Erbes und für die Pflege der zeitgenössischen Musik der DDR auf chorsinfonischem Gebiet |           |
| 1984 ↑ | Günter Hofé | Schriftsteller, Schwerin, Kreis Königs Wusterhausen | Für sein schriftstellerisches Gesamtwerk, das einen massenwirksamen Beitrag zur Auseinandersetzung mit Faschismus und Militarismus sowie zur Vertiefung von Geschichtsbewusstsein leistet                                                                                         |           |
| 1984 ↑ | Lothar Kusche | Schriftsteller, Berlin | Für sein literarisches und publizistisches Gesamtschaffen |           |
| 1984 ↑ | Christoph Lindemann | Chef-Szenenbildner beim Fernsehen der DDR | In Würdigung seines künstlerischen Gesamtschaffens auf dem Gebiet der Szenenbildgestaltung dramatischer Fernsehsendungen |           |
| 1984 ↑ | Vera Oelschlegel | Intendantin des Theaters im Palast der Republik, Honorarprofessor für Schauspiel an der Hochschule für Schauspielkunst „Ernst Busch“ Berlin | Für ihre maßstabsetzenden, beispielhaften Leistungen zur Entwicklung der sozialistisch-realistischen Theaterkunst |           |
| 1984 ↑ | Christoph Schroth | Schauspieldirektor am Mecklenburgischen Staatstheater Schwerin | Für seinen außerordentlichen Beitrag zur Ausprägung sozialistisch-realistischer Theaterkunst |           |
| 1985 ↑ | Kurt Demmler | Textautor und Interpret, Leipzig | Für sein von hoher Qualität getragenes schöpferisches Gesamtschaffen als Autor für die Rockmusik sowie als Autor, Komponist und Interpret im Liederschaffen der DDR |           |
| 1985 ↑ | Kammersänger Jürgen Freier | Opernsänger an der Deutschen Staatsoper Berlin | Für seine herausragenden Leistungen als Opern- und Konzertsänger |           |
| 1985 ↑ | Heinz Kahlau | Schriftsteller, Berlin | Für sein schriftstellerisches Gesamtschaffen, insbesondere für seinen Beitrag zu einer volksverbundenen sozialistischen Lyrik |           |
| 1985 ↑ | Kammersänger Klaus König | Opernsänger an der Staatsoper Dresden | Für seine hervorragenden gesanglichen und darstellerischen Leistungen |           |
| 1985 ↑ | Siegfried Krepp | Bildhauer, Berlin | Für seinen bedeutenden Anteil an der Entwicklung der sozialistisch-realistischen Bildhauerkunst |           |
| 1985 ↑ | Max Pommer | Universitätsmusikdirektor der Karl-Marx-Universität Leipzig, Leiter des Leipziger Universitätschores und des Neuen Bachischen Collegium Musicum Leipzig | Für seine hervorragenden Verdienste als Dirigent bei der Interpretation von Werken des musikalischen Erbes |           |
| 1985 ↑ | Kammersänger Konrad Rupf | Opernsänger an den Leipziger Theatern | Für herausragende gesangliche und darstellerische Leistungen |           |
| 1985 ↑ | Gerhard Voigt | Professor mit künstlerischer Lehrtätigkeit an der Hochschule für industrielle Formgestaltung Halle | Für seinen bedeutenden Anteil an der Entwicklung der sozialistisch-realistischen Plakatkunst |           |
| 1986 ↑ | Kammersängerin Eva-Maria Bundschuh | Solistin an der Komischen Oper Berlin | Für ihre hervorragenden gesanglichen und darstellerischen Leistungen, insbesondere in Inszenierungen der Komischen Oper Berlin |           |
| 1986 ↑ | Kammersänger Reiner Goldberg | Opernsänger an der Deutschen Staatsoper Berlin | Für seine hervorragenden gesanglichen und darstellerischen Leistungen, insbesondere in Inszenierungen an der Deutschen Staatsoper Berlin |           |
| 1986 ↑ | Friedrich Goldmann | Komponist und Dirigent, Berlin | Für sein kompositorisches Schaffen und sein Wirken für die Entwicklung unserer sozialistischen Musikkultur |           |
| 1986 ↑ | Heinz Knobloch | Schriftsteller, Berlin | Für sein schriftstellerisches Gesamtwerk, das einen hervorragenden Beitrag zur Vertiefung sozialistischen Geschichts- und Heimatbewußtseins leistet |           |
| 1986 ↑ | Hildegard Maria Rauchfuß | Schriftstellerin, Leipzig | Für ihr schriftstellerisches Gesamtschaffen, das einen wichtigen Beitrag zur sozialistisch-realistischen Literatur der DDR leistet |           |
| 1986 ↑ | Arno Rink | Maler und Grafiker, Professor an der Hochschule für Grafik und Buchkunst Leipzig | Für seinen hervorragenden Beitrag zur Entwicklung der sozialistisch-realistischen Malerei und Grafik |           |
| 1986 ↑ | Falk Jacobi von Wangelin | Chefbühnenbildner am Volkstheater Rostock | Für seine beispielhaften Leistungen als Bühnenbildner am Volkstheater Rostock |           |
| 1986 ↑ | Gert Wunderlich | Gebrauchsgrafiker, Hochschullehrer an der Hochschule für Grafik und Buchkunst Leipzig | Für seine beispielhaften Leistungen in der Typografie, Buch- und Plakatgestaltung |           |
|        | Reinhard Lakomy | Komponist, Berlin | Für sein von hoher Qualität getragenes und schöpferisches Gesamtschaffen als Komponist populärer Musik, elektronischer Musik sowie beispielhafter Kinderrevuen |           |
| 1987 ↑ | Peter Abraham | Schriftsteller, Potsdam-Babelsberg | Für sein schriftstellerisches Schaffen, das einen wirksamen Beitrag zur Entwicklung sozialistisch-realistischer Kinder- und Jugendliteratur leistet |           |
| 1987 ↑ | Thomas Billhardt | Fotodokumentarist im Verlag für Agitations- und Anschauungsmittel | Für seine hervorragenden Leistungen als Fotodokumentarist |           |
| 1987 ↑ | Peter Groeger | Regisseur in der Hauptabteilung Funkdramatik im Staatlichen Komitee für Rundfunk beim Ministerrat der DDR | Für seine beispielhaften Inszenierungen, mit denen er Maßstäbe für die sozialistische Hörspielkunst setzt |           |
| 1987 ↑ | Helga Hahnemann | Schauspielerin im Schauspielerensemble beim Fernsehen der DDR | Für ihr von hoher Qualität getragenes Gesamtschaffen als originelle und unverwechselbare Interpretin der Unterhaltungskunst der DDR |           |
| 1987 ↑ | Gerd Jaeger | Abteilungsleiter Plastik an der Hochschule für Bildende Künste Dresden | Für seinen bedeutenden Anteil an der Entwicklung der sozialistisch-realistischen Bildhauerkunst |           |
| 1987 ↑ | Gottfried Kohl | Bildhauer, Freiberg | In Anerkennung und Würdigung seiner künstlerischen Leistungen als Bildhauer |           |
| 1987 ↑ | Rolf-Felix Müller | Gebrauchsgrafiker, Dozent an der Hochschule für Grafik und Buchkunst Leipzig | Für seine beispielhaften Leistungen als Grafiker und Plakatgestalter |           |
| 1987 ↑ | Generalmusikdirektor Ude Nissen | Musikalischer Oberleiter und Dirigent des Philharmonischen Orchesters an den Städtischen Bühnen Erfurt | Für seine Verdienste als Dirigent und Orchestererzieher |           |
| 1987 ↑ | Kammersängerin Carola Nossek-Hafermalz | Opernsängerin an der Deutschen Staatsoper Berlin | Für ihre hervorragenden gesanglichen und darstellerischen Leistungen |           |
| 1987 ↑ | Irmtraut Ohme | Formgestalterin, Dozentin an der Hochschule für industrielle Formgestaltung Halle, Burg Giebichenstein | Für ihre bedeutsamen Leistungen als Formgestalterin |           |
| 1987 ↑ | Kammersänger Ekkehard Wlaschiha | Opernsänger an der Deutschen Staatsoper Berlin | Für seine hervorragenden gesanglichen und darstellerischen Leistungen |           |
| 1987 ↑ | Jürgen von Woyski | Bildhauer, Leiter der Abteilung Baukeramik an der Kunsthochschule Berlin-Weißensee | Für seinen bedeutenden Anteil an der Entwicklung der bildenden Kunst |           |
| 1987 ↑ | Kollektiv aus den VEB Wohnungsbaukombinaten Erfurt, Magdeburg und Potsdam sowie aus dem Institut für Wohnungs und Gesellschaftsbau der Bauakademie der DDR, der Akademie der Pädagogischen Wissenschaften der DDR und dem Ministerium für Bauwesen der DDR | Kollektiv aus den VEB Wohnungsbaukombinaten Erfurt, Magdeburg und Potsdam sowie aus dem Institut für Wohnungs und Gesellschaftsbau der Bauakademie der DDR, der Akademie der Pädagogischen Wissenschaften der DDR und dem Ministerium für Bauwesen der DDR | Für die Entwicklung der Schulbaureihe 80, mit deren räumlich-funktioneller Qualität Voraussetzungen für ein hohes Ausbildungsniveau bei verringertem volkswirtschaftlichem Aufwand erreicht wurde                                                                                 |           |
| 1987 ↑ | Armin Grimm | | Für die Entwicklung der Schulbaureihe 80, mit deren räumlich-funktioneller Qualität Voraussetzungen für ein hohes Ausbildungsniveau bei verringertem volkswirtschaftlichem Aufwand erreicht wurde                                                                                 |           |
| 1987 ↑ | Jürgen Grundmann | | Für die Entwicklung der Schulbaureihe 80, mit deren räumlich-funktioneller Qualität Voraussetzungen für ein hohes Ausbildungsniveau bei verringertem volkswirtschaftlichem Aufwand erreicht wurde                                                                                 |           |
| 1987 ↑ | Manfred Köchel | | Für die Entwicklung der Schulbaureihe 80, mit deren räumlich-funktioneller Qualität Voraussetzungen für ein hohes Ausbildungsniveau bei verringertem volkswirtschaftlichem Aufwand erreicht wurde                                                                                 |           |
| 1987 ↑ | Georg Mees | | Für die Entwicklung der Schulbaureihe 80, mit deren räumlich-funktioneller Qualität Voraussetzungen für ein hohes Ausbildungsniveau bei verringertem volkswirtschaftlichem Aufwand erreicht wurde                                                                                 |           |
| 1987 ↑ | Ottokar Schröder | | Für die Entwicklung der Schulbaureihe 80, mit deren räumlich-funktioneller Qualität Voraussetzungen für ein hohes Ausbildungsniveau bei verringertem volkswirtschaftlichem Aufwand erreicht wurde                                                                                 |           |
| 1987 ↑ | Wolfgang Steger | | Für die Entwicklung der Schulbaureihe 80, mit deren räumlich-funktioneller Qualität Voraussetzungen für ein hohes Ausbildungsniveau bei verringertem volkswirtschaftlichem Aufwand erreicht wurde                                                                                 |           |
| 1988 ↑ | Hedwig Bollhagen | Kunsthandwerkerin, Marwitz, Bezirk Potsdam | Für ihre bedeutsamen Arbeiten als Kunsthandwerkerin in der Töpferkunst |           |
| 1988 ↑ | Helmut Brade | Gebrauchsgrafiker, Halle | Für seine beispielhaften Leistungen als Plakatgestalter und Bühnenbildner |           |
| 1988 ↑ | Paul-Heinz Dittrich | Komponist, Zeuthen, Bezirk Potsdam | In Würdigung seines kompositorischen Schaffens |           |
| 1988 ↑ | Generalmusikdirektor Claus Peter Flor | Leiter und Chefdirigen des Berliner Sinfonieorchesters | Für seine herausragenden Leistungen als Dirigent |           |
| 1988 ↑ | Dietrich Knothe | Chefdirigent des Rundfunkchores Berlin | In Würdigung seiner Verdienste für beispielgebende Interpretationen von chorsinfonischen Werken der Vergangenheit und Gegenwart |           |
| 1988 ↑ | Rolf Kuhrt | Maler und Grafiker, Professor an der Hochschule für Grafik und Buchkunst Leipzig | Für seinen bedeutenden Anteil an der Entwicklung der sozialistisch-realistischen Grafik- und Zeichenkunst |           |
| 1988 ↑ | Karlheinz Mund | Regisseur im VEB DEFA-Studio für Dokumentarfilme Berlin | Für seinen schöpferischen vielseitigen Beitrag zur Entwicklung des Dokumentarfilmschaffens der DDR |           |
| 1988 ↑ | Ernst-Ludwig Petrowsky | Jazz-Musiker, Berlin | Für seine Spitzenleistungen bei der Entwicklung des Jazz in der DDR |           |
| 1988 ↑ | Kammersängerin Uta Priew | Opernsängerin an der Deutschen Staatsoper Berlin | Für ihre hervorragenden gesanglichen und darstellerischen Leistungen, insbesondere in Inszenierungen des zeitgenössischen Musikschaffens |           |
| 1988 ↑ | Renate Richter | Schauspielerin am Berliner Ensemble | Für ihre großen darstellerischen Leistungen am Berliner Ensemble sowie in Fernsehrollen |           |
| 1988 ↑ | Rolf Winkelgrund | Regisseur am Maxim Gorki Theater Berlin | Für seine beispielhaften Leistungen als Theaterregisseur |           |
| 1988 ↑ | Kollektiv von Kabarett-Autoren | Kollektiv von Kabarett-Autoren | Für das von hoher Qualität getragene Gesamtschaffen zur Entwicklung des politisch-satirischen Kabaretts in der DDR |           |
| 1988 ↑ | Peter Ensikat | | Für das von hoher Qualität getragene Gesamtschaffen zur Entwicklung des politisch-satirischen Kabaretts in der DDR |           |
| 1988 ↑ | Jürgen Hart | | Für das von hoher Qualität getragene Gesamtschaffen zur Entwicklung des politisch-satirischen Kabaretts in der DDR |           |
| 1988 ↑ | Hans Krause | | Für das von hoher Qualität getragene Gesamtschaffen zur Entwicklung des politisch-satirischen Kabaretts in der DDR |           |
| 1988 ↑ | Rainer Otto | | Für das von hoher Qualität getragene Gesamtschaffen zur Entwicklung des politisch-satirischen Kabaretts in der DDR |           |
| 1988 ↑ | Wolfgang Schaller | | Für das von hoher Qualität getragene Gesamtschaffen zur Entwicklung des politisch-satirischen Kabaretts in der DDR |           |
| 1988 ↑ | Kollektiv „Baukomplex am Universitätsplatz in Rostock — Fünfgiebelhaus“ | Kollektiv „Baukomplex am Universitätsplatz in Rostock — Fünfgiebelhaus“ | Für hervorragende baukünstlerische Leistungen bei der Gestaltung des innerstädtischen Baukomplexes am Universitätsplatz in Rostock |           |
| 1988 ↑ | Peter Baumbach | | Für hervorragende baukünstlerische Leistungen bei der Gestaltung des innerstädtischen Baukomplexes am Universitätsplatz in Rostock |           |
| 1988 ↑ | Jürgen Deuller | | Für hervorragende baukünstlerische Leistungen bei der Gestaltung des innerstädtischen Baukomplexes am Universitätsplatz in Rostock |           |
| 1988 ↑ | Reinhard Dietrich | | Für hervorragende baukünstlerische Leistungen bei der Gestaltung des innerstädtischen Baukomplexes am Universitätsplatz in Rostock |           |
| 1988 ↑ | Wolfgang Friedrich | | Für hervorragende baukünstlerische Leistungen bei der Gestaltung des innerstädtischen Baukomplexes am Universitätsplatz in Rostock |           |
| 1988 ↑ | Emil Kallis | | Für hervorragende baukünstlerische Leistungen bei der Gestaltung des innerstädtischen Baukomplexes am Universitätsplatz in Rostock |           |
| 1988 ↑ | Herbert Mahnke | | Für hervorragende baukünstlerische Leistungen bei der Gestaltung des innerstädtischen Baukomplexes am Universitätsplatz in Rostock |           |
| 1989 ↑ | Friedhelm Eberle | Schauspieler an den Leipziger Theatern | Für seine großen darstellerischen Leistungen in den Leipzigern Theatern |           |
| 1989 ↑ | Wolf-Rüdiger Eisentraut | Hochschullehrer an der Technischen Universität Dresden | Für sein Gesamtschaffen als Architekt, insbesondere für seine hervorragenden schöpferischen Leistungen bei der Gestaltung von Gesellschaftsbauten in den neuen Wohngebieten der Hauptstadt der DDR Berlin                                                                         |           |
| 1989 ↑ | Klaus Ensikat | Gebrauchsgrafiker, Berlin | Für hervorragende Leistungen auf dem Gebiet der Buchgrafik und-Illustration |           |
| 1989 ↑ | Kammervirtuose Eckart Haupt, Soloflötist der Staatskapelle Dresden | Lehrbeauftragter für Flöte an der Hochschule für Musik „Carl Maria von Weber“ Dresden | Für seine hervorragenden Leistungen als Interpret |           |
| 1989 ↑ | Heidrun Hegewald | Malerin und Grafikerin, Berlin | Für ihren bedeutsamen Beitrag bei der Entwicklung einer sozialistisch-realistischen Malerei |           |
| 1989 ↑ | Rudolf Horn | Formgestalter und Direktor der Sektion für Produkt- und Umweltgestaltung im Bereich des Wohnungs- und Gesellschaftsbaues an der Hochschule für industrielle Formgestaltung Halle, Burg Giebichenstein                                                      | Für seine beispielhaften Leistungen als Formgestalter |           |
| 1989 ↑ | Thomas Natschinski | Komponist, Eichwalde | Für sein langjähriges erfolgreiches kompositorisches und interpretatorisehes Schaffen auf dem Gebiet der populären Musik und der Kinderlieder |           |
| 1989 ↑ | Kammersänger Harald Neukirch | Opernsänger an der Deutschen Staatsoper Berlin | Für seine hervorragenden gesanglichen und darstellerischen Leistungen |           |
| 1989 ↑ | Hermann Christian Polster | Konzertsänger, Professor für Gesang an der Hochschule für Musik „Felix Mendelssohn Bartholdy“ Leipzig | Für seine hervorragenden Leistungen als Konzertsänger |           |
| 1989 ↑ | Friedrich Schenker | Komponist, wissenschaftlicher Mitarbeiter am Gewandhaus zu Leipzig | In Anerkennung seines kompositorischen Schaffens |           |
| 1989 ↑ | Gerhard Schöne | Sänger und Liedermacher, Berlin | Für sein erfolgreiches und massenwirksames Liedschaffen, insbesondere für Kinder |           |
| 1989 ↑ | Werner Scholz | Professor für Violine und Leiter der Abteilung Streicher an der Hochschule für Musik-„Hanns Eisler“ Berlin | In Würdigung seiner hervorragenden künstlerisch-pädagogischen Leistungen bei der Ausbildung von Violinisten |           |
| 1989 ↑ | Klaus Schwabe | Bildhauer, Dozent an der Hochschule für Bildende Künste Dresden | Für seinen bedeutenden Anteil an der Entwicklung einer sozialistisch-realistischen Bildhauerkunst |           |
| 1989 ↑ | Kammersänger Armin Ude | Opernsänger an der Staatsoper Dresden | Für seine hervorragenden gesanglichen und darstellerischen Leistungen |           |

## Preissummen
| Jahr   | Preissumme in Mark |
| ------ | ------------------ |
| 1980   | 325.000            |
| 1981   | 350.000            |
| 1982   | 175.000            |
| 1983   | 350.000            |
| 1984   | 275.000            |
| 1985   | 200.000            |
| 1986   | 200.000            |
| 1987   | 325.000            |
| 1988   | 325.000            |
| 1989   | 350.000            |
| Gesamt | 2.875.000          |